# Delage Type D.6
Delage Type D.6 war eine Pkw-Modellbezeichnung. Der französische Hersteller Delage verwendete sie während eines Zeitraums von rund 25 Jahren für Automobile unterschiedlicher Fahrzeugklassen. Es gibt auch die Schreibweisen Delage Type D6 und kurz Delage D6.

## Die einzelnen Modelle
Gemeinsamkeit war ein Sechszylindermotor.
| Modell                   | amtliche Genehmigung | Vermarktung von – bis | Hubraum cm³ | Anmerkung        |
| ------------------------ | -------------------- | --------------------- | ----------- | ---------------- |
| Delage Type D.6 (1929)   | 03. Oktober 1929     | 1930–1932             | 3045        |                  |
| Delage Type D.6.11       | 08. September 1932   | 1933–1935             | 2001        | 11 Cheval fiscal |
| Delage Type D.6.65       | 03. Oktober 1934     | 1934–1935             | 2678        | 65 PS            |
| Delage Type D.6.80       | 10. April 1935       | 1935                  | 2678        | 80 PS            |
| Delage Type D.6.60       | 12. November 1935    | 1935–1937             | 2529        | etwa 60 PS       |
| Delage Type D.6.70       | 12. November 1935    | 1935–1938             | 2729        | etwa 70 PS       |
| Delage Type D.6.80 B     | 14. März 1936        | 1936–1937             | 3227 3558   | 2 Motorgrößen    |
| Delage Type D.6.75       | 15. September 1938   | 1939                  | 2798        |                  |
| Delage Type D 6-3 Litres | 11. April 1939       | 1939–1954             | 2988        |                  |

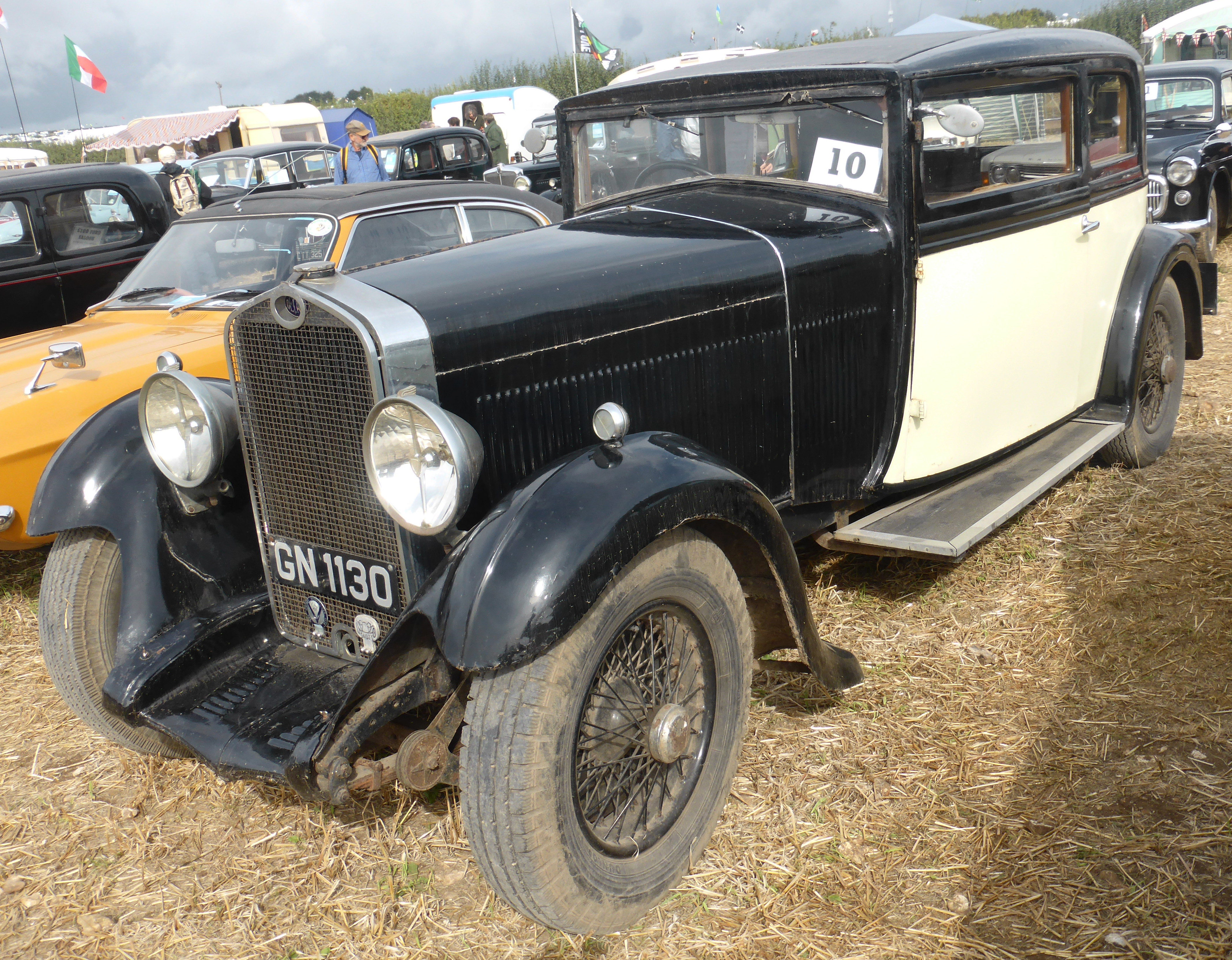
Delage Type D.6 von 1930
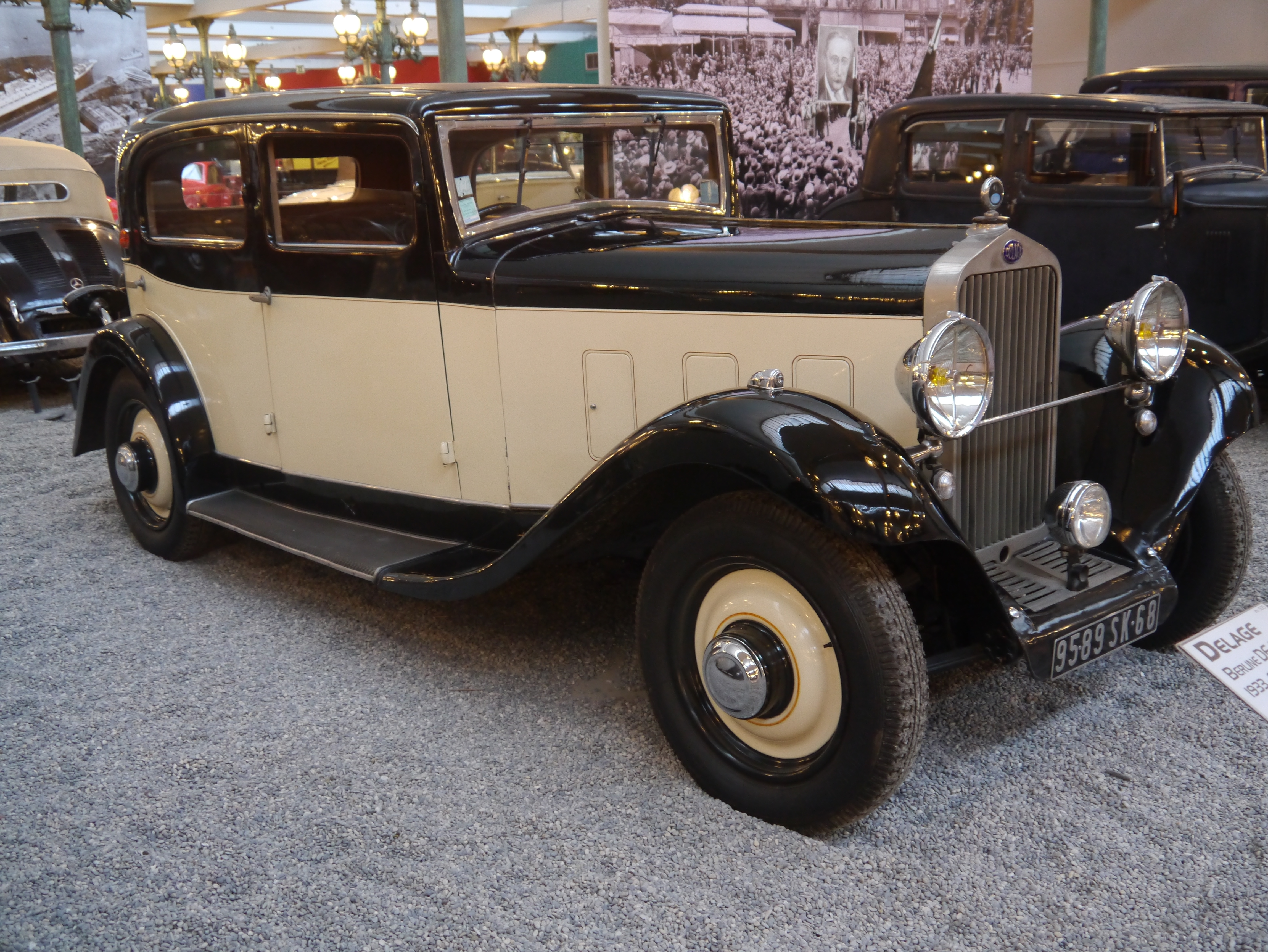
Delage Type D.6.11 von 1933
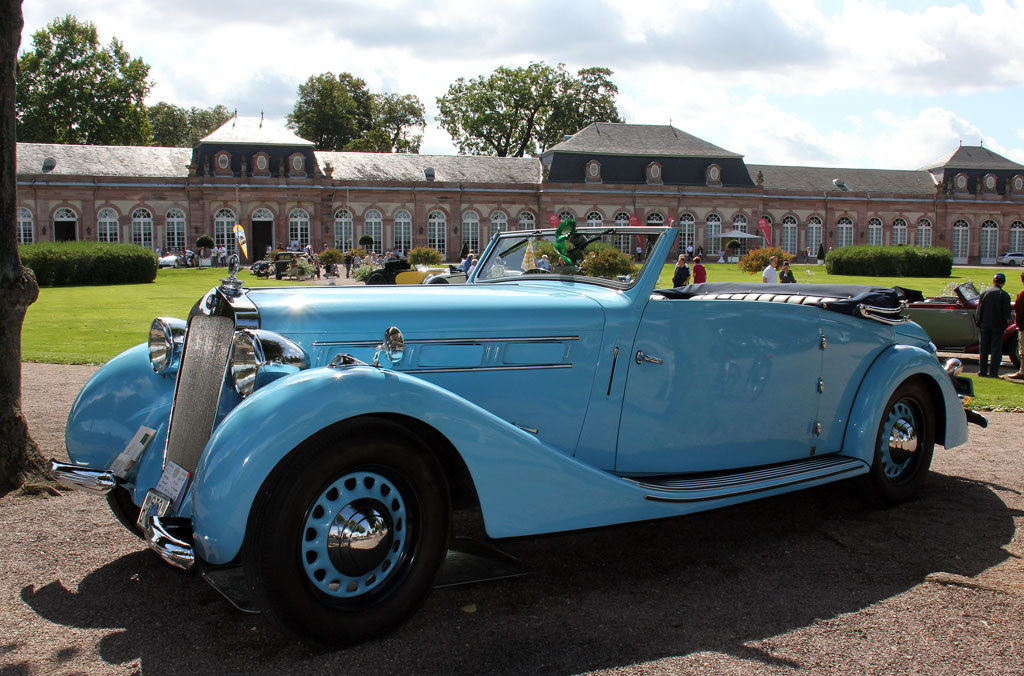
Delage Type D.6.60 von 1937
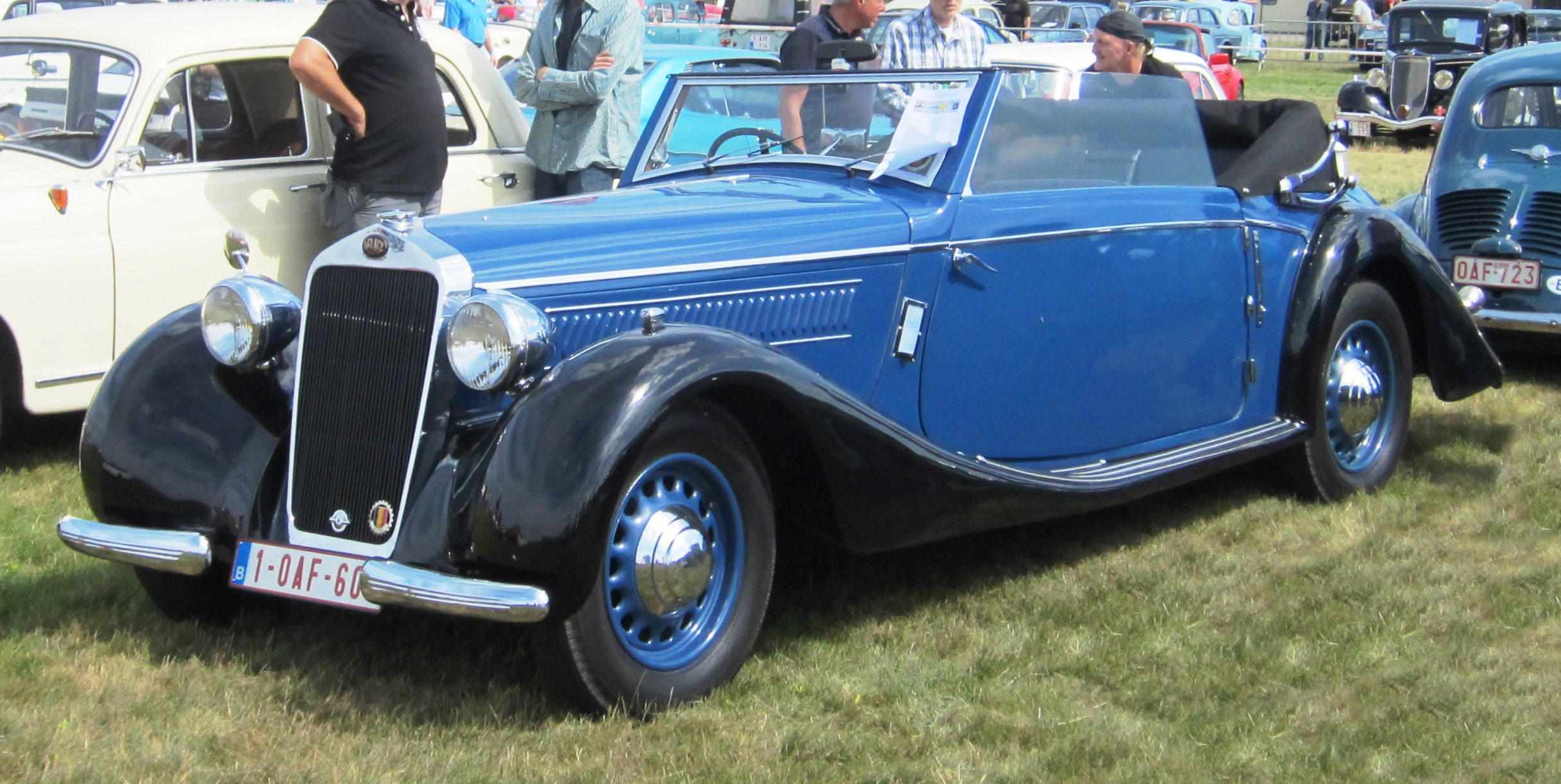
Delage Type D.6.70 als Cabriolet von 1937
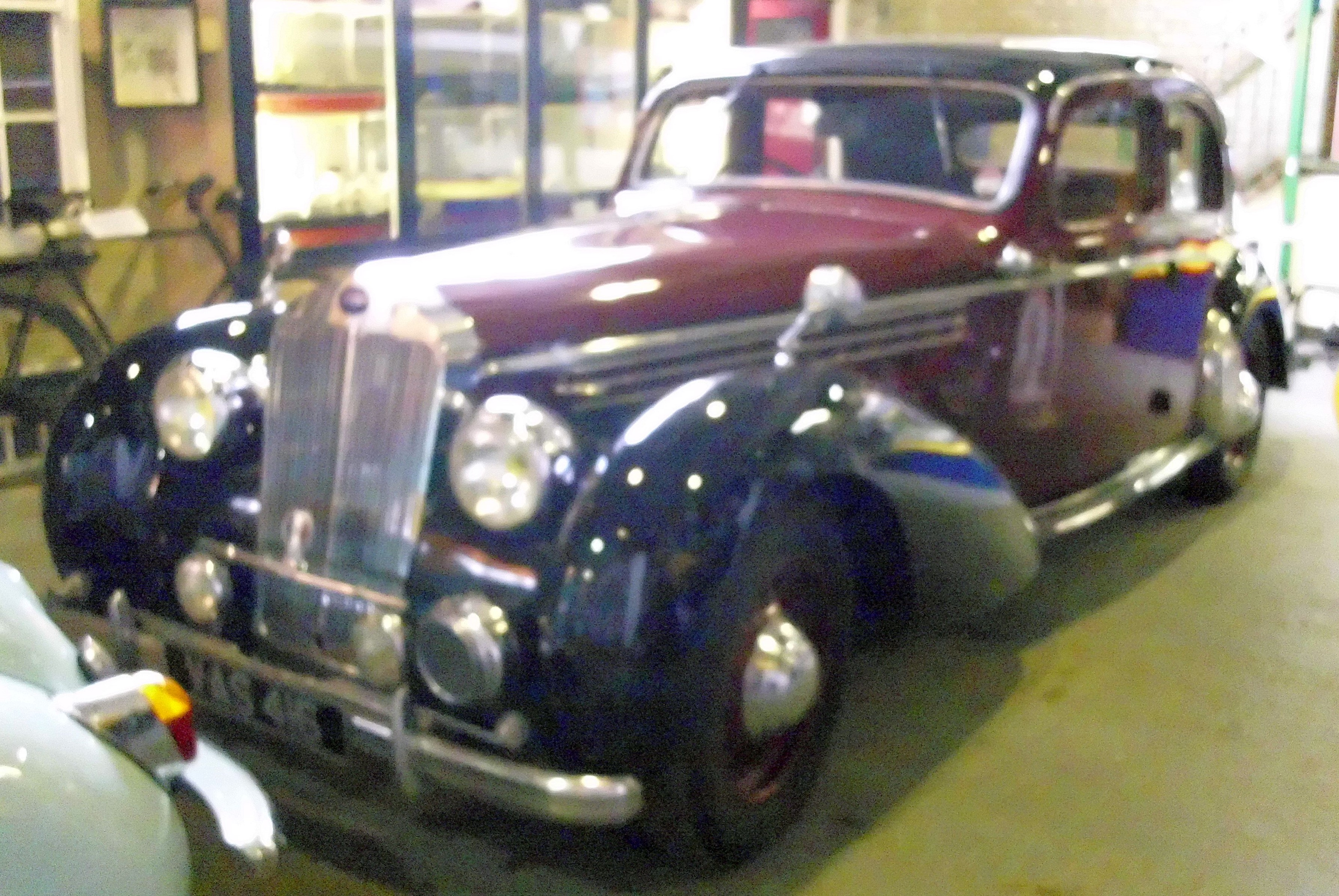
Delage Type D.6.75 von 1939
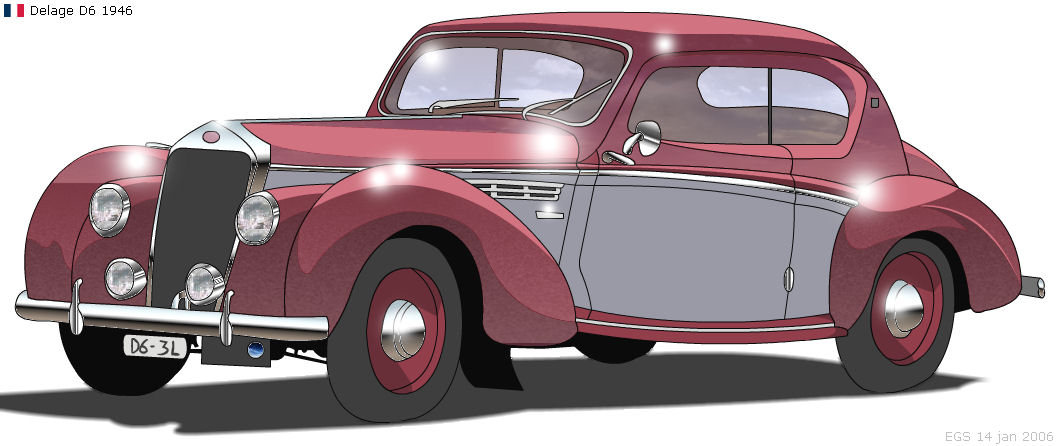
Delage Type D 6-3 Litres von 1946